# Чеченцы
Чече́нцы (чечен. но́хчий, нахчий, нахчой) — нахский народ, проживающий на Северном Кавказе, коренное население Чечни. Самый крупный из коренных народов Северного Кавказа и третий по численности народ в России после русских и татар.
Исторически также проживают в Дагестане, Ингушетии и Грузии. Общая численность чеченцев во всём мире — около 2 млн человек.
Вместе с родственными ингушами образуют вайнахскую этническую общность.
Говорят на чеченском языке с письменностью на основе кириллицы. Исповедуют ислам суннитского толка.

## Название

### Экзоэтноним «чеченцы»
Наименование «чеченцы» является экзоэтнонимом, в XVIII веке через русский язык вошедшим в грузинскую и западноевропейскую этнонимическую традицию, а в дальнейшем — и в мировой оборот. Изначально, сосуществуя со словоформой «чеченцы», часто использовалось и другое наименование этого народа — «чечены».
Один из первых исследователей чеченцев, российский историк-востоковед А. П. Берже, в середине XIX века привёл две версии возникновения наименования «чеченцы» среди русских, поясняя, что они носят скорее «сказочный» характер:
1. «… когда … прибыло на плоскость [сев-кавказское название предгорной равнины] племя, говорившее особеннымъ нарѣчіемъ, то Русскіе, слыша горловые и шипящіе звуки, дали этому племени названіе чечётка, намекая этимъ на то, что пришельцы говорили какъ-бы по-птичьи. Они чеченятъ (щебечатъ), говорили про нихъ Русскіе, — отсюда и названіе Чеченецъ …»;
2. «… говорятъ, что у Турпала Нахчуо [легендарный прародитель чеченцев] въ числѣ именъ было одно, подходящее к слову Чеченъ». Более достоверной А. П. Берже считал третью версию — происхождение этнонима от наименования уже разрушенного во времена исследователя аула Большой Чечень (вероятно, преемником этого поселения можно считать возродившийся позднее Чечен-Аул)[21]. Во второй половине XIX века офицер армии Российской империи, этнический чеченец У. Лаудаев, сообщал эту версию немного сложнее — от названия аула Чечень сначала кабардинцы в форме шашанъ начали именовать чеченцев, а уже от них это название взяли русские[22]. Само поселение могло получить названии от горы, у подошвы которой находилось — Сюйри Корта Чачани (по У. Лаудаеву Ханкальская гора[22])[21].

Возможность происхождения наименования чеченцев от топонима Большой Чечень не исключал и российско-советский учёный-кавказовед Б. К. Далгат, согласно которому русские с начала XVIII века именовали чеченцами только общество аула Большой Чечень, а в XIX веке этноним «чеченцы» был перенесён на «всё чеченское племя». В советском и постсоветском кавказоведении версию происхождения имени «чеченцы» от села Чечень, вслед за А. П. Берже и У. Лаудаевым, повторяло множество исследователей, иногда добавляя что-то от себя. Так, И. Ю. Алироев, предположил, что название села восходит к XIII веку, когда в этом месте, якобы, находилась ставка монгольского хана Сечена/Чечена, однако подтверждений этой версии на сегодня нет.
А. Д. Вагапов предполагает, что этот этноним был представлен у соседних народов задолго до прихода русских на Кавказ. Этноним «чеченцы» впервые упоминается под названием «народ сасан» (автор проводит аналогию этой персидской транскрипции названия чеченцев — сасан — с осетинского сасан и кабардино-черкесского шашан) в персидской летописи Рашида ад-Дина (XIII—XIV вв), в контексте войны с татаро-монголами.
По одной из версий, этноним зафиксирован в XV веке; в 1492 году в посольстве грузинского царя Александра в Москву принимал участие чеченец Хоземарум.

### Самоназвание
В литературном чеченском языке самоназвание чеченцев во множественном числе — нохчий (чечен. нохчий [nwoxt͡ʃʰi:]) «чеченцы», в единственном числе — но́хчо (чечен. нохчо [nwoxt͡ʃʰʊ̯o:]), или, иногда, но́хчи (чечен. нохчи) «чеченец», «чеченка». В некоторых диалектах чеченского языка самоназвание произносят через гласную «а» в первом слоге, в таком же виде самоназвание чеченцев (нахчий, нахче) известно в литературе XVIII—XIX вв.
Ряд исследователей связывают этноним нохчий с родо-племенной группой, условно названной нахчой — будущее ядро объединения чеченцев. Вероятно, это племя сложилось в исторической области Нашха. К одним из ранних упоминаний самоназвания чеченцев, по мнению большого числа учёных, считается «Ашхарацуйц» — армянская география VII века. В ней упоминается народ нахчаматьянк, где по словам исследователей, -янк — этническое окончание в армянском языке (на чеченском языке мат — «место, страна, язык», и нахче, нахчий — самоназвание чеченцев по сегодняшний день. Этноним в форме нахче/нохче достоверно зафиксирован в документе XIII века, в котором говорится о разрушении в стране Нахчу памятников архитектуры, а также в грузинском источнике в 1310-м году.
Существует и противоположное мнение — в основном, среди чеченских учёных —, согласно которому этноним нохчий распространился на восточно-нахские группы гораздо ранее и этноним нахчаматьяне непосредственно с ним связан с VII века. В связи с этим возникают утверждения, согласно которым единый эндоэтноним нохчий исследователи распространяют на все нахские этногруппы в составе современных чеченцев и на современные субэтносы чеченцев (например, А. Г. Мациев).
У разных этнографов, языковедов, исследователей прошлых столетий, описывавших Кавказ и события, происходившие там, упоминается как сам этноним, так и его этимология. Например, самая распространенная версия о значении самоназвания чеченцев — это «народ». Чеченцы также связывали происхождение своего самоназвания с именем пророка Ноя, на чеченском языке — Нох, в оригинале — др.-евр. נֹחַ‬ [Но́ах].
Только с начала XIX века в русскоязычных источниках становятся известны свидетельства широкого использования этнонима нохчий. В середине XIX века А. П. Берже сообщал, что у чеченцев имеется общее самоназвание — нахче, однако он также упоминал и об имени, которое дали равнинные чеченцы всем горцам, в том числе и горным чеченцам — таули (у комментаторов — тавлинцы). Советский и российский учёный, д. и. н. В. А. Шнирельман считает свидетельства А. П. Берже подтверждением того, что в этот период термин нахче/нахчой был распространён не у всех нахских обществ, а, в основном, только у переселившихся на равнину. Тяготение имени нохчий только к плоскостным чеченцам подтверждал и У. Лаудаев, во второй половине XIX века он опубликовал работу, где отметил: «названіе „нахчой“ имѣли первоначально только жители плоскости Чечни, т. е. названіе это проявилось въ концѣ XVII столѣтія». Он также отметил отсутствие у чеченцев единого эндоэтнонима: «Собственно „Нахчой“ называется общество бывшаго Чеченскаго округа [имеется в виду до 1862 года]; прочія-же общества, лишь поверхностно называясь этимъ именемъ, имѣютъ каждое для себя особыя названія».
В XIX веке восточно-нахские общества, составляющие современных чеченцев, использовали и другие этнонимы для самоидентификации — помимо нохчий, исследователи фиксировали самоназвания аккинцы/ауховцы, ламрой/горцы, ичкеринцы, шотойцы. В качестве самоназвания использовался также и русский эндоэтноним «чеченцы»: А. П. Берже ещё в середине XIX века сообщал, что делается это «даже весьма часто».

### Другие экзоэтнонимы
В XIX — начале XX веков работы исследователей и различные документы могли указывать не соответствующую современным представлениям этническую номенклатуру Северного Кавказа. Например, нередки случаи, когда нахские этнические объединения указывались под этнонимом черкесы, помимо собственно адыгоязычных народов (также «черкесами» иногда называли дагестанцев и карачаевцев).
Существует некоторое разнообразие в именовании чеченцев окружавшими их народами. В XIX веке зафиксированы имена: мичигишиъ — у кумыков для близ обитающих около них чеченцев (по А. П. Берже от «за рекою Мичик», по У. Лаудаеву от Мичик — имя реки, и гиши — «человек», то есть «живущие на реке Мичик»); ичкери — у кумыков для обитающих вглубь до Андии в горах нахских обществах (по А. П. Берже — от «дальние», «живущие там где-то»); шашанъ — у кабардинцев (по У. Лаудаеву — от аула Чечень); буртель — у тавлинцев (различных горцев); у лезгин для чеченцев не существовало единого названия — они были известны им по именам разных обществ. В русских источниках Позднего средневековья также использовался этноним мичкиз/минкиз (возможно, он был заимствован от кумыков).

## Общие сведения

### Этническая принадлежность и нахская этноиерархия
Чеченцы — народ, родственный народу ингушей, с которыми они близки по языку и происхождению. Этнографы первых двух третей XIX века, за исключением Петра Услара и Адольфа Берже, обычно рассматривали ингушей как народ, отдельный от чеченцев. Начиная с конца 1870-х годов, этнографы XIX века, за исключением Николая Харузина, стали рассматривать ингушей как часть чеченцев.
Сейчас чеченцы и ингуши относятся к так называемым «нахским народам» — термин, который начиная с последних десятилетий XX века иногда употребляют синонимично с этнонимом «вайнахи» (ингуш. «вейнахи»). Оба термина введены в научный оборот лингвистами, и могли быть придуманы учёными, однако существует мнение, что они зародились в народной среде издревле. Начиная с 1970-х годов, в лингвистическом понимании более верно объединять под термином «нахские народы» всех носителей нахских языков, а под «вайнахами» — только чеченцев и ингушей (носителей вайнахских языков), исключая бацбийцев (носителей бацбийского языка).

### Состав (тукхумы, тайпы)
Чеченский тукхум — союз определённой группы тайпов, не связанных между собой кровным родством, но объединившихся в более высокую ассоциацию для совместного решения общих задач — защиты от нападения противника и экономического обмена. Тукхум занимал определённую территорию, которая состояла из фактически заселённой им местности, а равно и окружающего района, где тайпы, входившие в тукхум, занимались охотой, скотоводством и земледелием. Каждый тукхум говорил на определённом диалекте чеченского языка.
Чеченский тайп — это общность людей, связанных между собой кровным родством по отцовской линии. Каждый из них имел свои общинные земли и тейповую гору (от названия которой часто происходило название тейпа). Тайпы внутри себя делятся на «гары» (ветви) и «некъи» — фамилии. Чеченские тайпы объединены в девять тукхумов, своего рода территориальные союзы. Кровнородственные связи у чеченцев служили целям экономического и военного единения.
В середине XIX века чеченское общество состояло из 135 тайпов. В настоящее время они подразделяются на горные (около 100 тейпов) и равнинные (около 70 тейпов), число тайпов увеличивается по причине роста и отпочкования некоторых ветвей (гаров) от основного тайпа.
Список тукхумов:
1. Аккий-овхой,
2. Мелхий,
3. Нохчмахкахой,
4. Орстхой,
5. Терлой,
6. Чантий,
7. Чеберлой,
8. Шарой,
9. Шатой[67][68].

Нохчий, с точки зрения чеченца, это жители Равнинной и Горной Чечни, объединённые общим самоназванием, чеченским языком и единством происхождения из исторической области Нашха. Западная граница распространения этнонима — бассейн реки Гехи, восточная — начало Кумыкской равнины. Исторические области Чечни, а также проживавшие/проживающие на этих землях этно-территориальные группы, именующие себя нохчий (по мнению чеченцев, опрошенных во время полевых исследований во 2-й половине XX века):
1. Горная Чечня
  1. Нохч-мохк/Ичкерия — область в верховья рек Аксай, Яман-су, Ярык-су, Хулхулау, а также верховья притоков этих рек; западная граница проходит около селения Харачой[70]. Родина нохчмахкахойцев; некоторые тайпы и селения: Айткхаллой ~ Айт-Кхаьлла, Аллерой[70] ~ Аллерой, Бийтарой, Белгатой[70] ~ Белгатой, Билтой[70] ~ Бильты, Беной[70] ~ Беной, Гендарганой ~ Гендерген, Гордалой[70] ~ Гордали, Гуной[70] ~ Гуни, Зандак[70] ~ Зандак, Ишхой ~ Ишхой-Хутор, Курчалой[70] ~ Старый Курчалой, Сесанхой ~ Саясан, Харачой ~ Харачой, Цонтарой[70] ~ Центарой, Ширдий ~ Шерды-Мохк, Шуоной ~ Шуани, Эгашбатой ~ Агишбатой, Энакалой ~ Эникали, Энгеной ~ Энгеной, Эрсаной[70] ~ Эрсеной, Ялхой ~ Ялхой-Мохк.
  2. Чебарла — область между Кезенойской котловиной на востоке и правобережьем Шаро-Аргуна на западе; западная граница проходит у селения Улус-Керт при слиянии рек Чанты-Аргуна и Шаро-Аргуна; иногда в Чеберлой включаются территории по Шаро-Аргуну из области Шарой (в частности, селения Дай, Химой, Хуландой, Шарой и Шикарой)[71]. Родина чеберлойцев; некоторые тайпы и селения: Басо[72] ~ Босой, Кезеной[72] ~ Кезеной, Макажой[72] ~ Макажой, Нижалой[72] ~ Нижелой, Нихарой[72], Ригахой/Пхьаройэвл[72] ~ Ригахой, Садой ~ Садой, Тундахой[72], Харкарой[72] ~ Харкарой, Хиндой[72] ~ Хиндой, Хой[72] ~ Хой.
  3. Шарой — область в бассейне реки Шаро-Аргун[72]. Родина шаройцев; как этногруппа они обозначали свою идентичность, но иногда называли себя чеберлойцами[72]. Некоторые тайпы и селения: Кесалой ~ Кесалой[72], Когатой[72], Хакмадой[72], Хачарой ~ Хачарой[72], Хуландой ~ Хуландой[72], Цесий ~ Цеси[72], Шарой[72] и др.
  4. Шатой — местность в небольшой части ущелья Чанты-Аргуна, несколько выше слияния рек Чанты-Аргуна и Шаро-Аргуна[72]. Родина шатойцев; некоторые тайпы и селения: Варандой ~ Большие Варанды, Гаттой ~ Гатен-Кале, Келой ~ Хал-Килой, Пхьамтой ~ Памятой, Хаккой ~ Хаккой и др.
  5. Чиннах — местность между селениями Шарой и Ушкалой[72]. Родина чиннахойцев.
  6. Чанта — местность выше по ущелью Чанты-Аргуна между селениями Ушкалой и Хилдехарой[72]. Родина чантийцев.
  7. Майста
  8. Малхиста
  9. Аьккхи, Бавла, Ялхорой. Родина аккинцев. По мнению некоторых чеченцев (живущих по рекам Чанты-Аргун и Мартан) и чеберлоевцев, аккинцы — это нохчий, но имеют отличительные черты. Часть ингушей сближает аккинцев с чеченцами (добавляя, помимо Ялхарой, к их областям ещё Майсту и Малхисту), другие ингуши сближают аккинцев с орстхойцами-цечойцами. Сами цечойцы, иногда относят тайпы Мержой, Цечой и Ялхарой к аккинцам. Среди орстхойцев иногда встречается мнение, что аккинцы также могут называть себя орстхойцами[73].
2. Равнинная Чечня
  1. Терк-ийсте/Притеречье
  2. Аух. Родина аккинцев-ауховцев; население Восточной Чечни не знает горных аккинцев, а знакомо только с аккинцами-ауховцами, с которыми непосредственно граничат их территории. С точки зрения нохчмахкахойца, аккинцы-ауховцы — это чеченцы, но пришедшие не из Нашхи и имеющие язык, отличающийся от чеченского; по мнению чеберлойцев аккинцы-ауховцы — это нохчий[73].

## Происхождение по данным археологии
Кавказ IV тыс. до н. э. (то есть энеолитической и раннебронзовой эпох) находился в центре евразийских и общемировых технологических и социальных достижений и в значительной степени являлся источником этих достижений. Как отмечает датский учёный Свенд Хансен, среди кавказских инноваций того времени — «новые металлы, такие как серебро, новые сплавы, мышьяковая медь, колесо и повозка, разведение овцы шёрстного направления и доместикация лошади. Инновационные ключевые технологии оказали большое влияние на производство более эффективных видов оружия, как кинжалы и мечи, на развитие грузового транспорта и передвижение на большие расстояния. С инновациями в технико-технологической сфере связаны новые социальные формации — первые государства в Месопотамии и Египте. В других регионах также появились монументальные курганные насыпи и захоронения с элитным инвентарём, показывающие возрастающую новую власть отдельных представителей общества. Кавказ — центр технических и социальных нововведений этого времени».
В начале IV тыс. до н. э. на Кавказе складывается куро-аракская культура, занимающая почти все Закавказье и Северный Кавказ, где она охватывает Дагестан, Чечню, Ингушетию и некоторые районы Северной Осетии. На юге эта культура занимала северо-западную часть современного Ирана и Восточную Анатолию. Отдельные элементы куро-аракской культуры отчётливо прослеживаются даже в Сирии и Палестине, где они составляют так называемую кирбет-керакскую (= хирбет-керакскую) культуру.
По мнению Р. М. Мунчаева, куро-аракская культура первоначально зародилась на территории куро-аракского двуречья и всего Армянского нагорья, где наблюдается наибольшее скопление памятников этой культуры. Между раннеземледельческой и куро-аракской культурами лежит стерильный слой земли, лишённый всяких археологических находок, или обнаруживается культура, совершенно отличная от куро-аракской (Геой-тепе, Нахичеванское Кюль-тепе, поселения Восточной Анатолии). Следовательно, куро-аракская культура не является продолжением более древней энеолитической культуры Кавказа и Передней Азии. Куро-аракская культура возникает как бы ниоткуда, без всяких генетических связей с предшествовавшими культурами, что, очевидно, должно свидетельствовать о смене населения.
Меликишвили замечает:
проследить возникновение этой культуры (куро-аракской. — Авт.) в какой-либо одной области и предполагать её распространение именно отсюда, пока что очень трудно. Трудно подыскать для неё предка и вне территории её распространения. Все же исключительное единообразие этой культуры делает вероятным предположение о возникновении её первоначально где-то в одной небольшой области среди этнически весьма однородного населения и о распространении её в дальнейшем на обширной территории путем расселения представителей этой этнической группы.
Историки Чарлз Берни и Дэвид Лэнг, с некоторой осторожностью, подтверждают эту мысль. Они отмечают:
В последней четверти IV тыс. до н. э. вся обширная зона — от Кавказа до территории за верхним Евфратом и озера Урмия — начала демонстрировать общее единообразие материальной культуры. Процесс продолжался ещё больше тысячи лет. Он предполагает этническое единство, которое, учитывая чисто доисторические свидетельства, трудно доказать.
Древнейшие памятники куро-аракской культуры зафиксированы в Закавказье, там же наблюдается и наибольшая их густота. Куро-аракские памятники Северного Кавказа датируются серединой и второй половиной III тыс. до н. э., когда в Закавказье, по словам Р. М. Мунчаева, «жизнь на большинстве куро-аракских поселений прекращается». Следовательно, куро-аракская культура появилась на Северном Кавказе, во-первых, позднее чем в Закавказье и, во-вторых, под влияние Закавказья. Последнее доказывается тесным сходством куро-аракских памятников Чечни, Ингушетии и Северной Осетии с аналогичными памятниками Грузии.
Кто создал куро-аракскую культуру? На этот счет существует несколько гипотез. Так, И. М. Дьяконов считал создателями этой культуры хурритов, основываясь на том, что «границы куро-аракской культуры в эпоху её расцвета не выходят за пределы распространения хурритского языка». В другой работе И. М. Дьяконов уже пишет о группе языков — хуррито-урартских и нахско-дагестанских, как о языках создателей куро-аракской культуры. Такого же мнения придерживается и М. Г. Гаджиев, который к тому же считает, что «предки носителей современных нахско-дагестанских и хуррито-урартских языков обитали на этой территории (то есть на Северо-Восточном Кавказе. — Авт.) по крайней мере с эпохи раннего металла».

### Генетика
Большинство мужчин в республике относятся по Y-ДНК к гаплогруппе J2, J1 и L3.

## Расселение и численность
В настоящий момент абсолютное большинство чеченцев проживает на территории Российской Федерации, а именно — в Чеченской Республике. Исторически также проживают в Хасавюртовском, Новолакском, Казбековском, Бабаюртовском, Кизилюртовском, Кизлярском муниципальных районах Дагестана, Сунженском и Малгобекском муниципальных районах Ингушетии, Ахметском районе Грузии.

### В императорской России
Начало XIX века. Область расселения чеченцев делилась на горную и равнинную. Горная территория включала верховья рек Гехи, Мартана, Аргуна, Хулхулау и Аксая. Здесь находились исторические области, где проживали старинные этно-территориальные группы, выделяемые в источниках того периода среди чеченцев (с запада на восток): Пешхой (пешхойцы), Нашха (нашхойцы), Майста (майстинцы), Малхиста (малхистинцы), Терлой (терлойцы), Шатой (шатойцы), Чеберлой (чеберлойцы), Нохчмохк (нохчмахкахойцы) и другие. Равнинная часть занимала долину между рекой Фортангой и бассейном реки Гумс, а также часть долины Сунжи и правобережье Терека. Здесь тоже выделялись этно-территориальные группы чеченцев. Западной границей расселения чеченцев была река Фортанга, однако уже между Фортангой и Гехи существовали орстхойские и орстхойско-чеченские поселения, поэтому Ю. Клапрот и И. А. Гюльденштедт проводили западную границу расселения чеченцев по реке Гехи. На востоке немало чеченских поселений имелось на Кумыкской равнине. Южная граница — в основном по Главному Кавказскому хребту, отступая к северу в районе Шатиль-Мигмахевского и Ардотского ущелий, смена населения в которых произошла, видимо, в конце XVII — начале XVIII веков.
После кавказской войны в 1865 году около 5000 семей чеченцев переселились в Османскую империю. Это движение получило название мухаджирство. На сегодняшний день потомки тех переселенцев и составляют основную часть чеченских диаспор в Турции, Сирии и Иордании.

### Советская Россия, СССР
После Октябрьской социалистической революции 1917 года территория основного расселения чеченцев оставалась в составе Грозненского округа (адм. центр Грозный) Терской области (адм. центр Владикавказ). В конце 1920 — начале 1921 годов, после административно-территориальных реформ Советской России на Кавказе, Грозненский округ и Терская область были упразднены, а для чеченцев создали Чеченский НО (адм. центр Грозный), включённый в состав Горской АССР (адм. центр Владикавказ). Город Грозный, оставаясь административным центром, теперь не входил в состав округа чеченцев, а был выделен в отдельную административную единицу — автономный город. Чеченцев в нём проживало немного — 1931 человек (1177 мужчин и 754 женщины), что составляло 19,9 человека на 1000 населения. В ходе национально-государственного размежевания в 1922 году Чеченский НО был выделен из Горской АССР и преобразован в Чеченскую АО (адм. центр Грозный). С 1924 года Чеченская АО включена в состав Юго-Восточной области (образована в 1924 году, адм. центр Ростов-на-Дону), переименованной в том же году в Северо-Кавказский край (первый адм. центр Ростов-на-Дону, позднее другие).
К середине 1920-х годов чеченское население в стране увеличилось по сравнению с концом 1890-х, советские статистики ввели коэффициент при сравнении переписи населения в Российской империи (1897 год) и переписи в СССР (1926 год), и для, так называемой, «чеченской группы», он составил 143,2 по всему СССР и 143,8 по его европейской части. Общее число чеченцев согласно переписи 1926 года — 318 521 (163 393 мужчины и 155 128 женщин), из них 91,44 % — 291 259 (149 250 мужчин и 142 009 женщин) проживали в пределах Чеченской АО, что составляло 940 человек на 1000 населения области (следующими шли русские — 29,4 на 1000 и кумыки — 6,9 на 1000). В соседних с Чеченской АО городах и областях (РСФСР) проживало 2572 чеченцев, в ЗСФСР (Закавказье) — 84 человека, в других союзных республиках СССР — 65. Основная часть чеченского населения проживала в сельской местности — 315 410 человек на селе и только 3111 в городе; половой состав у чеченцев того времени — на 1000 мужчин около 950 женщин.
В 1927 году территории проживания кистинцев, майстинцев и малхистинцев, также были включены в состав Чеченской АО. Административный район их проживания — Аллаго (создан в период Российской империи, адм. центр аул Бенесты), отделили от ССРГ (ЗСФСР).
Незначительная часть сельского чеченского населения проживала в Сунженском казачьем округе (адм. цент станица Слепцовская) — 230 человек (121 мужчина и 109 женщин), что составляло 6,6 человека на 1000 населения. В 1929 году округ был упразднён, его часть — Слепцовский район и Вознесенский сельсовет, были включены в состав Чеченской АО (образовали Сунженский район); также в этом году к Чеченской АО был присоединён город Грозный. В 1934 году область чеченцев была объединена с Ингушской АО в одну Чечено-Ингушскую АО в составе Северо-Кавказского края, а в 1936 году область была выделена из края и преобразована в Чечено-Ингушскую АССР. В 1944 году чеченцы, разделив трагическую участь с другими вайнахами, были принудительно выселены советским правительством в Среднюю Азию (Казахскую и Киргизскую ССР); ЧИАССР власти упразднили, на территории основного проживания чеченцев была создана Грозненская область в составе Ставропольского края (в 1946 году Грозненская область в составе РСФСР), восточные районы были включены в состав Дагестанской АССР, а южные — Грузинской ССР; представителей чеченского народа на этих землях фактически не осталось (кроме единичных случаев, напр., абрек Х. Магомадов). В 1957 году ЧИАССР была восстановлена и чеченцам разрешили вернуться на прежние места проживания — большинство воспользовались этим и выехали на родину, при этом в Казахской и Киргизской ССР остались небольшие чеченские диаспоры.
| Чеченцы согласно официальным переписям населения СССР:                                                                |                                  |                                  |                                 |  |  |  |  |  |
| | 1926                             |                                  |                                 |  |  |  |  |  |
| всего | муж                              | жен                              |                                 |  |  |  |  |  |
| Всего в СССР — в городских поселениях — в сельских поселениях                                                         | 318 521 3111 315 410             | 163 393 1949 161 444             | 155 128 1162 153 966            |  |  |  |  |  |
| — в РСФСР — в Закавказье — в других союзных республиках СССР                                                          | 318 372 84 65                    | 163 288 46 59                    | 155 084 38 6                    |  |  |  |  |  |
| В Чеченской АО — в городских поселениях — в сельских поселениях В Ингушской АО В Грозном В Сунженском казачьем округе | 291 259 70 291 189 2572 1931 230 | 149 250 51 149 199 1175 1177 121 | 142 009 19 141 990 1397 754 109 |  |  |  |  |  |

### Современная ситуация
После первой и второй чеченской войн значительное количество чеченцев уехало в страны Западной Европы, Турцию и арабские страны. Также значительно увеличилась чеченская диаспора в регионах Российской Федерации и странах бывшего СССР (особенно в Грузии).

## История

### Древнейшая история
Чеченцы считаются древнейшими обитателями Кавказа. Одно из ранних упоминаний чеченцев под именем «нахчаматьян», по мнению целого ряда историков, относится к VII в. в «Ашхарацуйц», «нахче» — самоназвание чеченцев, «мат» — вероятно, обозначает «место», «страна», а «янк» — этническое окончание в армянском языке.
Территория, на которой живут чеченцы, была заселена от палеолита до неолита, об этом свидетельствуют многочисленные находки, обнаруженные археологами и исследователями при раскопках.

### Средневековье
Ущелий горных поселенцы

В долине шумно собрались —

Привычны игры начались.

Верьхами юные чеченцы,

В пыли несясь во весь опор,

Стрелою шапку пробивают,

Иль трижды сложенный ковер

Булатом сразу рассекают.

То скользкой тешатся борьбой,

То пляской быстрой. Жены, девы

Меж тем поют — и гул лесной

Далече вторит их напевы.
В Средние века чеченцы упоминаются в арабских и грузинских источниках как дзурдзуки и, хронологически следующий термин, — кисты. Первое упоминание дзурдзуков встречается у арабского географа Ибн аль-Факиха в IX веке (в сочинении описываются события VI века).
В иранских источниках XIII века чеченцы упоминаются под названием сасаны. Историк Хизриев связывает данный этноним с «сасут», трижды упоминаемым в «Тайной истории монголов», и с «сецен», о которых пишет Клапорт. Наименование сасаны позднее в форме чеченцы вошло в российские источники.

#### Легендарные сказания
На сегодня собраны сведения, согласно которым у большинства нахских этногрупп социальная память основывалась на фольклорных версиях, говоривших о приходе пращуров из отдалённых местностей. В варианте библейских легенд, отражённых в «Жизни картлийских царей» (XI век), упоминается персонаж Кавкас, седьмой сын Таргамоса, праправнук Ноя, во владения которому отец отдал земли на Северном Кавказе «от реки Ломека [Терек] до рубежей Кавказа на западе». По мнению ряда исследователей, он один из эпонимов, под которым подразумевается собирательный этноним автохтонного населения Северного Кавказа — кавкасианы, в том числе, вероятно, и нахские народы. По мнению Г. З. Анчабадзе, это подтверждает, что грузинская традиция представляет нахов самым «кавказским» народом из кавказцев. В сказании также сообщается, что Кавкас и его брат Лек (эпоним средневековых лезгин) пришли из Закавказья. Предполагаемый автор этого источника — Леонти Мровели, упоминает ещё одного героя — Дзурдзука, который сопоставляется с другим собирательным нахским этнонимом — дзурдзуками. Также записана легенда, согласно которой предок нахов был вынужден бежать из Сирии (в сказаниях Шам) из-за кровной мести и первое время жил в Грузии, а затем поселился в нагорной Чечне, в исторической области Нашха. Г. З. Анчабадзе сомневается в конкретно сирийском происхождении нахских предков, считая, что эта деталь явно вставлена в сказания позднее и связана с распространением ислама, но отмечает интересным упоминание в сказании факта происхождении нахов откуда-то с юга.

### Зарождение чеченского племени (XII—XIII вв.)
Предки собственно чеченской этноязыковой общности, вероятно, начали формирование в XII—XIII веках на северных склонах Центрального Кавказа (предполагают исторические области Нашха, либо Нохчий-Мохк). Возможно, здесь из нахской среды сформировалось будущее ядро объединения чеченцев — родо-племенная группа нохче. Этноним достоверно зафиксирован в одном грузинском источнике в начале XIV века, где среди прочих этнонимов упоминается народ нохче, в числе христианской паствы патриарха Евфимия/Эквтиме III (католикос-патриарх Грузии в 1310—1325 гг.). Также в кавказоведении существует подтвержденная гипотеза по мнению большинства кавказоведов и о более раннем единичном свидетельстве (см. Нахчаматьяне). Не исключено, что средневековые нохче на каком-то этапе доминировали над соседними восточно-нахскими этногруппами и, со временем, распространили на окружающих своё племенное название. Некоторые исследователи предполагают, что предпосылками к этому было экономическое развитие территории, принадлежащей нохче, которая могла являться житницей местных племён. Однако следует понимать, что это было только отдельное нахское племя, а имя нохчий, как этноним собственно всех чеченцев, распространилось гораздо позднее, вероятно, только с XVIII—XIX веков (зафиксированные свидетельства широкого использования — только с начала XIX века) (см. § Самоназвание).
Существует и противоположное мнение, в основном среди чеченских учёных, согласно которому этноним нохчий распространился на восточно-нахские группы гораздо ранее и этноним нахчаматьяне непосредственно с ним связан с VII века. В связи с этим возникают утверждения, согласно которым единый эндоэтноним нохчий исследователи распространяют на все нахские этногруппы в составе современных чеченцев и на современные субэтносы чеченцев (например, А. Г. Мациев).

#### Легендарные сказания
Предки чеченцев — различные нахские родо-племенные группы, имели разное происхождение и возводили себя к самым разным легендарным героям. В сохранившихся нахских преданиях происхождение своего народа они связывают с именами братьев (обычно только трёх), упоминаемых в разных комбинациях — Ако/Ахо, Га, Нахчо/Нохчо, Арштхо/Орштхо и Шото, являющиеся эпонимами нахских этномассивов, соответственно, — Аккий (горные аккинцы), Галгай (ингуши), Нохчий (чеченцы), Орстхой (карабулаки) и Шатой (шатойцы). По преданиям, бытующим среди собственно чеченцев, все они произошли из области Нашха, от которой и произошло имя чеченцев — нохчий. В этой области до первой половины XX века якобы хранился громадный медный котёл, склёпанный из медных пластин, на которых были выгравированы названия всех чеченских тукхумов и тайпов; если происходил спор о принадлежности к «чистым чеченским» тайпам, люди отправлялись в Нашха это выяснить.

### Этногруппы предков чеченцев (XVI—XVII вв.)
Нахские этногруппы, принявшие участие в этногенезе чеченцев, начали достоверно фиксироваться в XVI—XVII веках в источниках Русского царства (первое упоминание в 1580-х годах). Список засвидетельствованных в русскоязычных источниках нахских этногрупп, которые в будущем составили компоненты чеченского народа, а также соответствующие им объединения в более поздних источниках:
|                                                                                             |                                                                                             |                                                                  |                                                     |                                                                       |
| Источники XVI—XVII вв. (терминология в Русском царстве: «горские люди» и «горские землицы») | Источники XVI—XVII вв. (терминология в Русском царстве: «горские люди» и «горские землицы») | Источники XIX в. (терминология в Российской империи: «общества») | Источники XX в. (терминология в СССР: «этногруппы») | Традиционная классификация (тукхумы/шахары, тайпы, гары, некъи и др.) |
| Мерези                                                                                      | Мерезинская земля                                                                           | Мереджой                                                         | мержойцы                                            | тайп в составе тукхума/шахара орстхойцев                              |
| Мичкизы                                                                                     | Мичкисская земля                                                                            | Мичикич                                                          | —                                                   | —                                                                     |
| Мулки                                                                                       | Мулкинская земля                                                                            | Мулкой                                                           | мулкойцы                                            | тайп, не входящий в тукхумы                                           |
| Ококи                                                                                       | Окоцкая земля                                                                               | Аккий                                                            | аккинцы-ауховцы                                     | тукхум                                                                |
| —                                                                                           | Отчанская земля                                                                             | Чантинская фамилия                                               | чантийцы                                            | тукхум                                                                |
| Тшанские люди                                                                               | —                                                                                           | Шатой                                                            | шатойцы                                             | тукхум                                                                |
| Шибуты                                                                                      | Шибутцкая земля                                                                             | Шубут                                                            | —                                                   | иногда сопоставляют с шатойцами                                       |

### Формирование чеченского этноса (XVI—XVIII вв.)
Чеченцы, как и родственные им ингуши, сформировались в отдельные этнокультурные общности сравнительно недавно. Образование собственно чеченского народа, в современном его понимании, являлось результатом сложных процессов внутренней этнической консолидации восточно-нахского населения в XVI—XVIII веках. Фольклорные произведения отражают складывание основ общенародного единства чеченцев только в XVIII веке. Общее самоназвание было воспринято несколько позднее — с XVIII по XIX века. Также существует мнение некоторых исследователей, согласно которому полная этническая консолидация и принятие единого самоназвания у чеченцев не наступило и в XX веке.
Исследователи называют ряд факторов, послуживших катализатором процессов формирования единого чеченского народа из отдельных восточно-нахских обществ: хозяйственный — освоение предгорной равнины после миграции с гор, что привело к развитию земледелия, скотоводства и ремесел; религиозно-культурный — контакты переселенцев с окружающими народами и последующее принятие от них ислама; политический — колониальная инкорпорация в Русское государство, где состоялось объединение различных обществ в рамках национального округа, позднее области и республики, которые оформлялись для чеченцев уже в Российской империи и СССР.
В наши дни достаточно сложно определить все этнические группы нахов, как в горах, так и на равнине, которые явились основой для формирования чеченского народа. Нахские этногруппы в сущности представляли одну этноязыковую общность, разные части которой, в силу исторических условий, а позднее, политических устремлений российских властей на Кавказе, оказались в некоторой степени друг от друга изолированы. Динамический процесс ассимиляции нахских объединений исторически, географически и экономически тяготевших друг к другу, привёл к тому, что в XXI веке существуют три современных нахских народа: бацбийцы, ингуши и чеченцы.

#### Первые упоминания
Первое свидетельство, связанное с чеченцами, относится не к самому экзоэтнониму, а к территории их проживания — Чечне.
Собственно «чеченцы» первый раз упоминаются в документе Русского царства от 21 сентября [1 октября] 1692 года, как участники разгрома и разграбления общины беглых донских казаков-раскольников Левки Манычского, при переселении этих казаков с реки Аграхань (территория Тарковского шамхальства, шамхал Будай II) на Кубань (территория вассальной Крымскому ханству Малой Ногайской Орды, хан Кубек-Ага). Бой произошёл при переправе казачьей общины в количестве 500 человек с женщинами и детьми через Сунжу, отряд чеченцев и кумыков возглавлял эндиреевский мурза Амирхан (уздень кабардинской владетельницы Тауки Салтанбековой), инициатор нападения на казаков — русское правительство в лице астраханской администрации воеводы П. И. Хованского. Документ о разгроме казаков-раскольников кумыками и чеченцами был впервые издан в 5-м томе «Актов исторических» в 1842 году. Под «чеченцами» в этот период следует понимать жителей аула Большой Чечень и близлежащих окружающих селений .

### В Российской империи
Ещё до Кавказской войны, в начале XVIII века, после того, как гребенские казаки покинули Терское правобережье, многим чеченцам, которые согласились добровольно принять российское подданство, была предоставлена возможность туда переселиться в 1735, а затем в 1765 году.
Документ, на основании которого горная Чечня вошла в состав России, был подписан 21 января 1781 года и подтверждён осенью того же года. С чеченской стороны его подписали почётнейшие старшины сёл Большие и Малые Атаги, Гехи и ещё двенадцати селений, то есть всей южной половины Чеченской Республики в нынешнем понимании. Во многом этот документ остался формальностью, хотя Российская империя при этом получила официальное «право» для вовлечения Чечни в состав России, далеко не все чеченцы, особенно влиятельный Шейх Мансур, смирились с новым порядком, и так началась почти вековая Кавказская война.

### Кавказская война
Во время Кавказской войны под руководством генерала Алексея Ермолова была построена Сунженская линия укреплений, в 1817—1822 годах на месте некоторых чеченских и ингушских сёл. После пленения Шамиля, уничтожения ряда мятежных имамов, а также с переходом к «тактике выжженной земли», когда мятежные аулы полностью разрушались, организованное сопротивление горцев удалось подавить в 1860 году.
Но конец Кавказской войны не означал полный мир. Особый спор вызывал земельный вопрос, который был далеко не в пользу чеченцев. Даже к концу XIX-го века, когда была найдена нефть, доходы чеченцам почти не шли. Относительное спокойствие в Чечне царскому правительству удавалось поддерживать за счёт фактического невмешательства во внутреннюю жизнь горцев, подкупом родо-племенной знати, бесплатной выдачей муки, тканей, кожи, одежды бедным горцам; назначением должностными лицами местных авторитетных старейшин, вождей тейпов и племён.
Чеченцы часто поднимали восстания, как было при Русско-турецкой войне 1877—1878 годов и затем во время революции 1905 года. Но одновременно чеченцы ценились царской властью за их боевую храбрость. Из них был сформирован чеченский полк элитной Дикой дивизии, отличившейся в Первой мировой войне. Их брали даже в личный царский конвой, состоявший также из казаков и других горцев. Энциклопедический словарь Брокгауза и Ефрона 1905 года про них писал:
Чеченцы считаются людьми весёлыми, остроумными («французы Кавказа»), впечатлительными, но пользуются меньшими симпатиями, чем черкесы, вследствие их подозрительности, склонности к коварству и суровости, выработавшихся, вероятно, во время вековой борьбы. Неукротимость, храбрость, ловкость, выносливость, спокойствие в борьбе — черты Ч., давно признанные всеми, даже их врагами.
А. И. Солженицын, «Архипелаг ГУЛАГ»:
…Но была одна нация, которая совсем не поддалась психологии покорности — не одиночки, не бунтари, а вся нация целиком. Это — чеченцы…

### Советский период
Во время Гражданской войны Чечня превратилась в поле боя, и территория Чечни неоднократно менялась. После Февральской революции, в марте 1917 года под руководством бывшего члена конвоя его Императорского Величества, а позже Дикой дивизии Тапы Чермоева был образован Союз Народов Северного Кавказа, провозгласивший в ноябре 1917 года Горскую республику (а с мая 1918 — Республику горцев Северного Кавказа). Но наступление Красной Армии и Деникина быстро покончило с республикой. В самой Чечне царила анархия. Большевикам чеченцы, как и другие народы Кавказа, сыграли на руку, и в результате после их победы чеченцев вознаградили автономией и огромным количеством земель, включая почти все станицы Сунженской линии, откуда выселили казаков.
В 1920-х годах, при политике коренизации был сделан огромный вклад в развитие чеченцев. Была разработана новая чеченская письменность (на основе сначала латинского, затем кириллического алфавита; до этого применялась арабская графика), появился национальный театр, музыкальные ансамбли и многое другое. Но дальнейшая интеграция чеченцев в советский народ оборвалась при коллективизации, особенно при попытках создавать колхозы в горных районах. Волнения и восстания продолжались, особенно когда автономный статус Чечни стал опять формальным в результате того, что в 1934 году Чеченскую АО объединили с Ингушской, а в 1936-м с Сунженским Казачьим округом и городом Грозный в Чечено-Ингушскую АССР, руководство которой фактически возглавило русское население.
Согласно Большой Советской Энциклопедии в 1920 году среди чеченцев было 0,8 % грамотных, а к 1940 году грамотность среди чеченцев составляла 85 %.

#### Период депортации
В феврале 1944 года Чечено-Ингушская АССР была ликвидирована, а всё чеченское население (около полумиллиона) было депортировано из мест своего постоянного проживания в Казахскую и Киргизскую ССР. Центральная и восточная части Чечено-Ингушской АССР, населённая чеченцами, была разделена между Грозненской областью, Грузинской ССР и Дагестаном.
В 1951 году в Восточном Казахстане имел место чеченский погром.
9 января 1957 года Чечено-Ингушская АССР была восстановлена, чеченцам разрешили вернуться на родину. Некоторое количество чеченцев осталось в Казахстане и Кыргызстане.

### Постсоветский период
После Первой и Второй чеченской войны значительное количество чеченцев уехало в страны Западной Европы, в Турцию и в арабские страны. Также значительно увеличилась чеченская диаспора в регионах Российской Федерации.

## Религия
Большинство чеченцев принадлежат к шафиитскому мазхабу суннизма.
Суфийский ислам среди чеченцев представлен двумя тарикатами: накшбандия и кадирия, в свою очередь делящимися на мелкие религиозные группы — вирдовые братства, общее количество которых достигает у чеченцев тридцати двух. Самым многочисленным суфийским братством в Чечне являются последователи чеченского кадирийского шейха Кунта-Хаджи Кишиева («зикристы») и отпочковавшиеся от него мелкие вирды — Баммат-Гирей-Хаджи, Чиммирзы, Мани-шейха.

## Культура

### Язык
Чеченский язык относится к нахской ветви нахско-дагестанских языков. В лингвистике также употребителен термин дагестанские языки, охватывающий почти все перечисленные ветви нахско-дагестанской семьи, за исключением нахской ветви. Распространён в основном в Чеченской Республике и в Хасавюртовском, Новолакском, Казбековском, Бабаюртовском и Кизилюртовском районах Дагестана, а также в Ингушетии и других регионах Российской Федерации и в Грузии, частично — в Сирии, Иордании и Турции. Число говорящих до войны 1994—2001 — около 1 миллиона человек (по другим сведениям — ок. 950 тыс.).
Выделяются плоскостной, шатойский, аккинский (ауховский), чеберлоевский, шароевский, мелхинский, итумкалинский, галанчожский и кистинский диалекты. В фонетике для чеченского языка характерен сложный вокализм (противопоставление простых и умлаутированных, долгих и кратких гласных, наличие слабых назализованных гласных, большое число дифтонгов и трифтонгов), начальные сочетания согласных, обилие морфонологических чередований, прежде всего изменение гласных основы в различных грамматических формах (аблаут); в грамматике — шесть именных классов, многопадежное склонение; состав глагольных категорий и способы их выражения обычны для восточнокавказских языков. Для синтаксиса характерно широкое использование причастных и деепричастных конструкций.
Литературный чеченский язык сложился в XX веке на основе плоскостного диалекта. Письменность на чеченском языке до 1925 года существовала на арабской основе, в 1925—1938 — на латинской, с 1938 — на основе русской графики с использованием одного дополнительного знака I (после разных букв имеет разное значение), а также некоторых диграфов (кх, аь, тІ и т. п.) и триграфов (уьй). Состав диграфов в чеченском алфавите сходен с алфавитами дагестанских языков, однако их значения часто другие. С 1991 предпринимаются попытки вернуться к латинской графике. Первое монографическое описание чеченского языка создано в 1860-е годы П. К. Усларом — Этнография Кавказа. Языкознание. II. Чеченский язык, Тифлис, 1888 г. Впоследствии значительный вклад в изучение чеченского языка внесли Н. Ф. Яковлев, А. Г. Мациев, Т. И. Дешериев, З. К. Мальсагов и другие исследователи.
По филологическим изысканиям барона Услара, в чеченском языке есть некоторое сходство с лезгинским.
Является государственным языком Чеченской Республики.

### Уровень образования
Уровень образования чеченцев России, как показала перепись 2010 года, заметно ниже, чем в целом у населения РФ. В ходе переписи 2010 года 14,5 % чеченцев в возрасте 15 лет и старше указали, что имеют высшее или послевузовское образование (67 000 из 462 382 чеченцев этого возраста, указавших уровень). В целом по России доля лиц с высшим образованием в 2010 году составила 23,4 % (среди лиц в возрасте 15 лет и старше, указавших уровень образования).
Отметим, что война в Чечне закончилась в 2009 году. Василий Немирович-Данченко про образование чеченцев отмечал следующее: «Способности этого племени [чеченского] — вне всяких сомнений. Из кавказских интеллигентов есть уже много чеченцев в школах и гимназиях. Где учатся они — ими не нахвалятся. Те, которые высокомерно унижают непонятного горца, должны в то же время согласиться (…) что, разговаривая с простым чеченцем, чувствуешь, что имеешь дело с человеком чутким к таким явлениям общественной жизни, которые почти недоступны нашему крестьянину средних губерний».

### Этический кодекс
Кроме религии для чеченцев огромное значение имеет этический кодекс чести «Къонахалла». По убеждению самих чеченцев, «Къонахалла» — это универсальный кодекс поведения для любого мужчины, независимо от того, мусульманин он или нет. Практически в нём отражены все нравственные нормы, которыми обладает верующий человек и достойный сын своего народа
Мой конь быстрее всех на свете,

А сталь меча остра.

А коль винтовка за спиною,

Что нужно мне еще тогда?;.
Чеченский этический кодекс «Къонахалла», несомненно, уже существовал в аланскую эпоху. О древности кодекса говорят многочисленные параллели культа къонаха — достойного человека, народного героя с древнейшими слоями нартского эпоса.

## Чеченцы в филателии
- В 1933 году в СССР была выпущена этнографическая серия почтовых марок «Народы СССР». Несколько марок посвящены народам Кавказа, в том числе и одна — чеченцам.
- В 1944 году в СССР была выпущена почтовая марка, посвящённая Герою Советского Союза Ханпаше Нурадилову  (ЦФА [АО «Марка»] #923; Sc #947).

- Марка СССР. 1933 год.
- Почтовая марка, посвящённая Х. Нурадилову (СССР, 1944 год,  (ЦФА [АО «Марка»] #923; Sc #947))

### Чеченско-русские, ингушско-русские и бацбийско-русские словари(рус.).
- Дешериев Ю. Д. Бацбийский язык. Фонетика, морфология, синтаксис, лексика : моногр. / Ответ. ред. Б. А. Серебренников. — ИЯ АН СССР. — М.—Л. : 1-я тип. изд-ва. АН СССР, 1953. — С. 306—344. — 384 с. — 1000 экз.
- Ингушско-русский словарь = Гӏалгӏай-Эрсий дошлорг : 11 142 слов / Сост.: А. С. Куркиев. — Ингушский государственный университет. — Магас : Сердало, 2005. — 544 с. — 5000 экз. — ISBN 5-94452-054-X.
- Ингушско-русский словарь: 24 000 слов = Гӏалгӏай-Эрсий дошлорг: 24 000 дош / Сост.: А. И. Бекова, У. Б. Дударов, Ф. М. Илиева, Л. Д. Мальсагова, Л. У. Тариева; научн. руков. Л. У. Тариева. — Ингушский НИИ гуманитарных наук им. Ч. Ахриева. — Нальчик: ГП КБР РПК, 2009. — 983 с. — ISBN 978-5-88195-965-4.
- Ингушско-чеченско-русский словарь = Гӏалгӏай-Нохчий-Эрсий словарь / Сост.: И. А. Оздоев, Мациев А. Г.. — Чечено-Ингушский НИИ истории, языка и литературы. — Грозный: Чечено-Ингушское книжное издательство, 1962. — 212 с. — 1000 экз.
- Исмаилов А. Т. Слово. (Размышления о чеченском языке) / Ответ. ред. З. Д. Джамалханов. — Элиста: АПП «Джангар», 2005. — 928 с. — 3000 экз. — ISBN 5-94587-035-8.
- Русско-ингушский словарь. 40 000 слов = Эрсий-Гӏалгӏай словарь. 40 000 дош / Сост.: И. А. Оздоев, под редакцией Ф. Г. Оздоевой и А. С. Куркиева. — М.: «Русский язык», 1980. — 832 с. — 5000 экз.
- Сравнительно-сопоставительный словарь отраслевой лексики чеченского и ингушского языков и диалектовов / Сост.: И. Ю. Алироев, ответ. ред. А. С. Куркиев. — Махачкала: Чечено-Ингушское книжное издательство, 1975. — 387 с. — 550 экз.
- Цово-тушинско-грузинско-русский словарь = წოვა-თუშურ-ქართულ-რუსული ლექსიკონი / Сост.: Д. Кадагидзе, Н. Кадагидзе, под. ред. Арн. Чикобава. — Институт языкознания. АН Грузинской ССР. — Тбилиси: «Мецниереба», 1984. (на грузинском и русском языках).
- Чеченско-ингушско-русский словарь = Нохчий-Гӏалгӏай-Эрсий словарь / Сост.: А. Г. Мациев, И. А. Оздоев, З. Д. Джамалханов, ред. А. А. Саламов, Б. Х. Зязиков. — Чечено-Ингушский НИИ истории, языка и литературы. — Грозный: Чечено-Ингушское книжное издательство, 1962. — 198 с. — 1000 экз.
- Чеченско-русский словарь / Сост.: А. Г. Мациев. — М.: Государственное издательство иностранных и национальных словарей, 1961.
- Чеченско-русский словарь / Сост.: И. Ю. Алироев, ответ. ред. З. Х. Хамидова. — РАН. ИЯз РАН. — М.: «Academia», 2005. — 384 с. — 3000 экз. — ISBN 5-87444-180-8.
- Чрелашвили К. Т. Краткий бацбийско-русский словарь // Цова-тушинский (бацбийский) язык / Ответ. ред. Г. А. Халухаев. — М.: «Наука», 2007. — 279 с. — 500 экз. — ISBN 978-5-02-034210-1.
- Этимологический словарь чеченского языка : этимол. слов. / Сост. А. Д. Вагапов, науч. ред. М. Р. Овхадов. — ЧГУ. — Тбилиси : Меридиани, 2011. — 734 с. — ISBN 978-9941-10-439-8.
- С. А. Токарев. Этнография народов СССР: исторические основы быта и культуры. — Москва: Изд-во Московского университета, 1958. — 615 с.
- Ладыженский А. Советская этнография на Кавказе // Вестник знаний. — Ленинград, 1934. — № 10. — С. 669—673.
- Айтберов Т. М. Аваро-чеченские правители из династии Турловых и их правовые памятники XVII в. / Булатов Б. Б.. — Махачкала: ДГУ, 2006. — 94 с.